# Philipp Horst
Philipp Horst auch: Horstius (* 10. Juli 1584 in Braunschweig; † 19. Februar 1664 in Jena) war ein deutscher Rhetoriker und Moralphilosoph.

## Leben
Horst war der Sohn des Kaufmanns und Ratsherrn Rotger (Rödiger) Horst und dessen Frau Anna (geborene Krumreiffer). Er besuchte die Martinschule in Braunschweig, 1599 wechselte er auf die Schule in Hameln, danach besuchte er die Schule in Göttingen und 1602 das Gymnasium in Stettin. Im Oktober 1605 begann er an der Universität Wittenberg ein Studium in den Fächern Philosophie und Theologie. Seine damaligen Lehrer waren Leonhard Hutter, Johannes Förster, Tobias Tandler, Friedrich Taubmann und Heinrich Velstein der Jüngere. Am 20. September 1608 erwarb er den akademischen Grad eines Magisters der Philosophie und ihm wurde im selben Jahr die Dichterkrone verliehen.
1610 fand er eine Hauslehrerstelle in Stettin, wo er die Kinder des Adligen Otto von Rammin unterrichtete und mit diesen im selben Jahr die Brandenburgische Universität Frankfurt bezog. Nach weiteren Aufenthalten an deutschen Universitäten, gelangte er 1619 wieder an die Universität Jena. Hier wurde er 1620 Adjunkt der philosophischen Fakultät, 1621 Professor Rhetorik und 1631 Professor der praktischen Moralphilosophie. Zudem beteiligte er sich auch an den organisatorischen Aufgaben er Salana. So war er mehrfach Dekan der philosophischen Fakultät und in den Sommersemestern 1627, 1641, 1647 Rektor der Alma Mater.

## Familie
Horst hatte sich am 11. November 1623 in Jena mit Dorothea Barbara Eckhard (* 12. Dezember 1603 in Singen; † 13. Juli 1638 in Jena), die Tochter des Generalsuperintendenten von Altenburg Heinrich Eckhard (* 19. Oktober 1582 in Wetter/Hessen-Nassau; † 22. Februar 1622 in Altenburg) und dessen erster Frau Ottilia Vogel († 1607), verheiratet. Aus der Ehe stammen sieben Söhne und vier Töchter. Von den Kindern kennt man:
- Anna Sophia Horst († 1628)
- Clara Elisabeth Horst (* u. † 1633)
- Anna Sophia Horst (1626–1628)
- Philipp Amandus Horst, immatr. SS1641, 1658–1662 Resp., 1661 Mag. phil, 1669 Resp. Frankfurt/Oder
- Johann Friedrich Horst (1624–1628)  immatr. SS 1627
- Salius Justinus Horst immatr. SS 1645
- Zacharias Werner Horst immatr. SS 1645

## Werke (Auswahl)
- Nobilium Quaestionum Philosophicarum Decas Prima. Wittenberg 1608 (Präsens Heinrich Velsten, books.google.de).
- Placitorum de bello fasciculus unus. Jena 1620 (Resp. Andreas Jacob Longebeck, books.google.de).
- Trinum Panegyricum. Jena 1623 (collections.thulb.uni-jena.de).
- Suadae Latialis Alumnis. Jena 1629 (collections.thulb.uni-jena.de).
- Eloquentiae Latialis addictae Iuventuti. Jena 1631 (collections.thulb.uni-jena.de).
- Epistolographia seu Methodus conficiendarum Epistolarum. Jena 1633 (books.google.de).
- Disputatio Politica de Causis mutationum, omnibus rebuspublicis communibus. Jena 1638 (Resp. Georg Engler, books.google.de).
- Schediasma De Strenis. Jena 1660 (collections.thulb.uni-jena.de).